# Marrakech

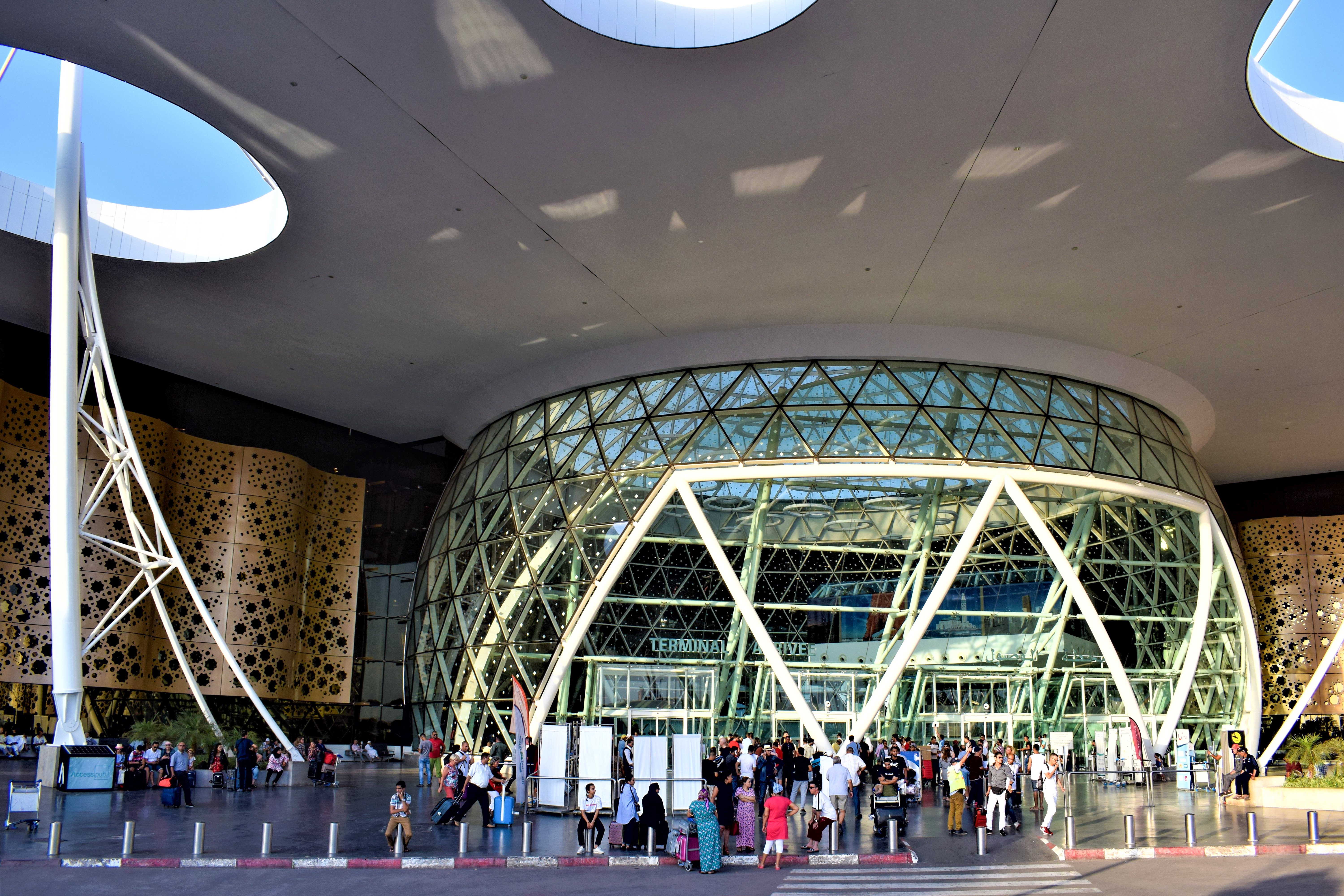
Entrada a la terminal del aeropuerto Marrakech-Menara

Marrakech, Marraquech o Marrakesh (en árabe: مراكش‎ [Murrākush]; en bereber, ⵎⵕⵕⴰⴽⵛ, Meṛṛakc; en español antiguamente también llamada Marruecos) es una de las ciudades más importantes de Marruecos. Cuenta con 1 545 541 habitantes y se ubica al pie del Atlas, a 466 m s. n. m. de altitud. Posee numerosos monumentos patrimonio de la Humanidad.
Es, junto a Mequinez, Fez y Rabat, una de las cuatro ciudades imperiales de Marruecos. Fue fundada en 1062 por los almorávides y fue la capital del Imperio almorávide y almohade. La ciudad posee el mercado tradicional (suq) más grande del país y una de las plazas más concurridas de África y del mundo, Djemaa el Fna. En la plaza se citan acróbatas, cuenta-cuentos, vendedores de agua, bailarines y músicos. Por la noche, la plaza se llena de puestos de comida, convirtiéndose en un gran restaurante al aire libre.

## Historia
Marrakech fue fundada en 1062 por Yúsuf ibn Tašufín, primer emir de la dinastía bereber de los almorávides. La ciudad nació como avanzadilla, primero militar y luego comercial, para garantizar a la tribu la supremacía sobre una región de fundamental importancia estratégica, puesto que por la zona pasaban las rutas de caravanas hacia el África negra a través del Sahara. Desde su base de Marrakech, los almorávides consiguieron, hasta el siglo XI, ampliar su dominio sobre todo Marruecos. Marrakech se convirtió en una gran capital amurallada con exuberantes jardines y magníficos palacios y mezquitas, de los cuales hoy por desgracia no queda nada, a excepción de la pequeña Koubba Ba’adiyn. El reino perduró hasta 1147, cuando los almohades –una federación rival de tribus bereberes provenientes de las montañas del Atlas– conquistaron la ciudad después de un largo asedio y la arrasaron, para después reconstruirla. La arquitectura almohade produjo grandes obras, como la Mezquita Kutubia y la mezquita Kasbah, la monumental Bab Agnau y los jardines de la Minara. Mientras, la ciudad se convertía en un faro de la cultura islámica, atrayendo célebres pensadores y literarios de todo el mundo árabe. Pero después de un siglo de dominio, también la luz almohade se apagó. Las tropas almohades fueron derrotadas en varias ocasiones en España y a su regreso a Marrakech, en 1248, el ejército cayó en una emboscada que le tendió una tribu del desierto, capitaneada por Banu-Merin, que prosiguió su marcha victoriosa hasta Fez, donde fundó una nueva dinastía, la de los benimerines. El último sultán almohade fue definitivamente derrotado en 1276, cuando los benimerines extendieron su dominio por todo el sur de Marruecos.

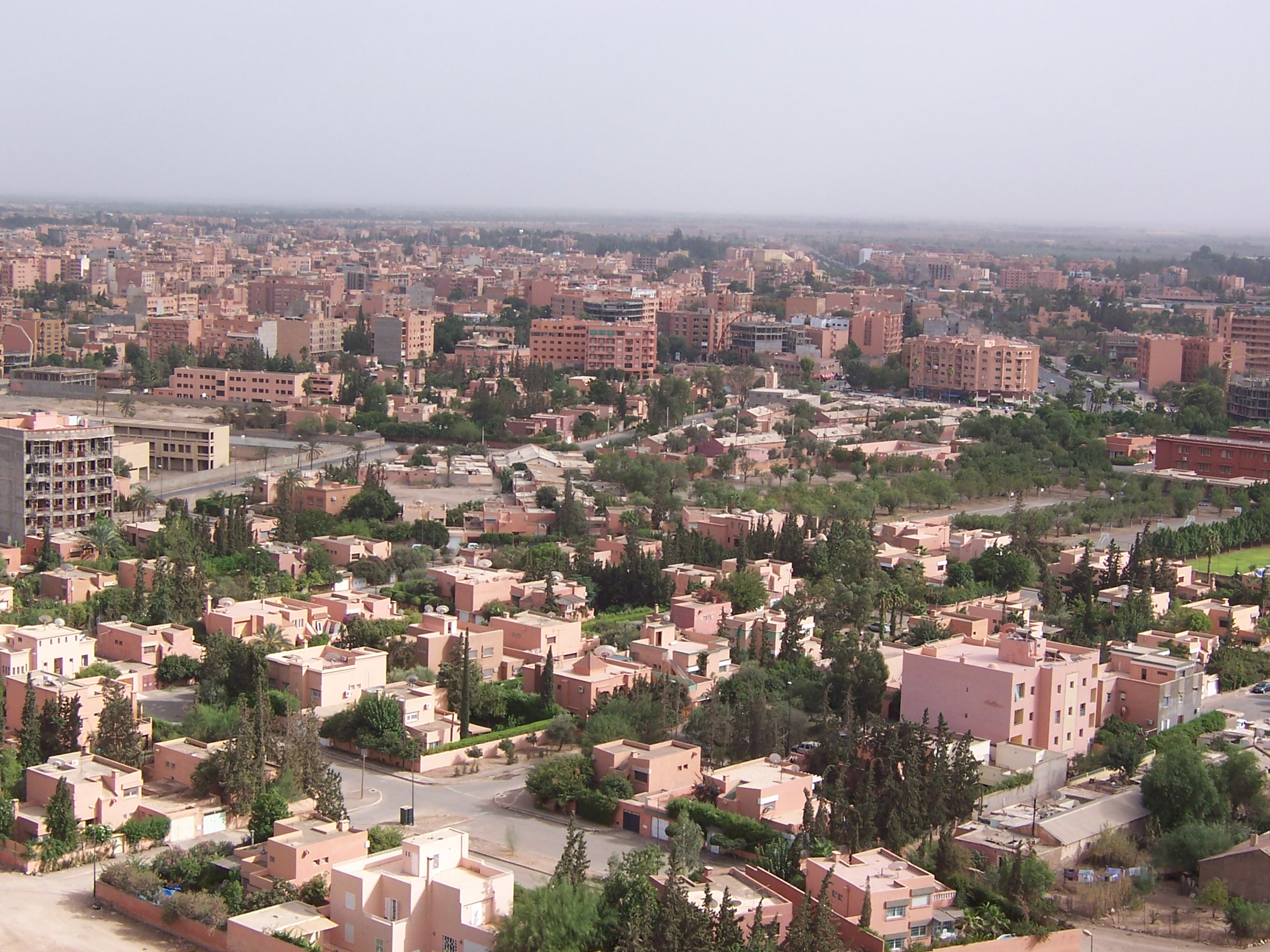
Marrakech.

Marrakech volvió a ser capital tres siglos más tarde, cuando la tribu de los saadíes, proveniente del sur, destituyó a los benimerines y, en 1549, trasladó de nuevo la corte a la ciudad. Le siguió un periodo de gran crecimiento y esplendor, que hizo de Marrakech una de las ciudades más pobladas del mundo árabe, llena de espléndidos palacios, entre los que destaca el Palacio El Badi. Pero esta dinastía tampoco duró mucho en el poder y a principios del siglo XVII el país se sumió en una guerra civil, que no terminó hasta 1668, cuando un príncipe árabe, Moulay Rachid, subió al trono, de quien sus descendientes gobiernan el país todavía hoy. Marrakech perdió el título de capital y el sucesor de Rachid, Moulay Ismail, la trasladó a Mequinez, expoliando el palacio El Badi de todas sus riquezas. Cuando el monarca murió, el país se vio sumido en el caos durante más de un siglo, hasta salir de ella como un reino cada vez más débil.

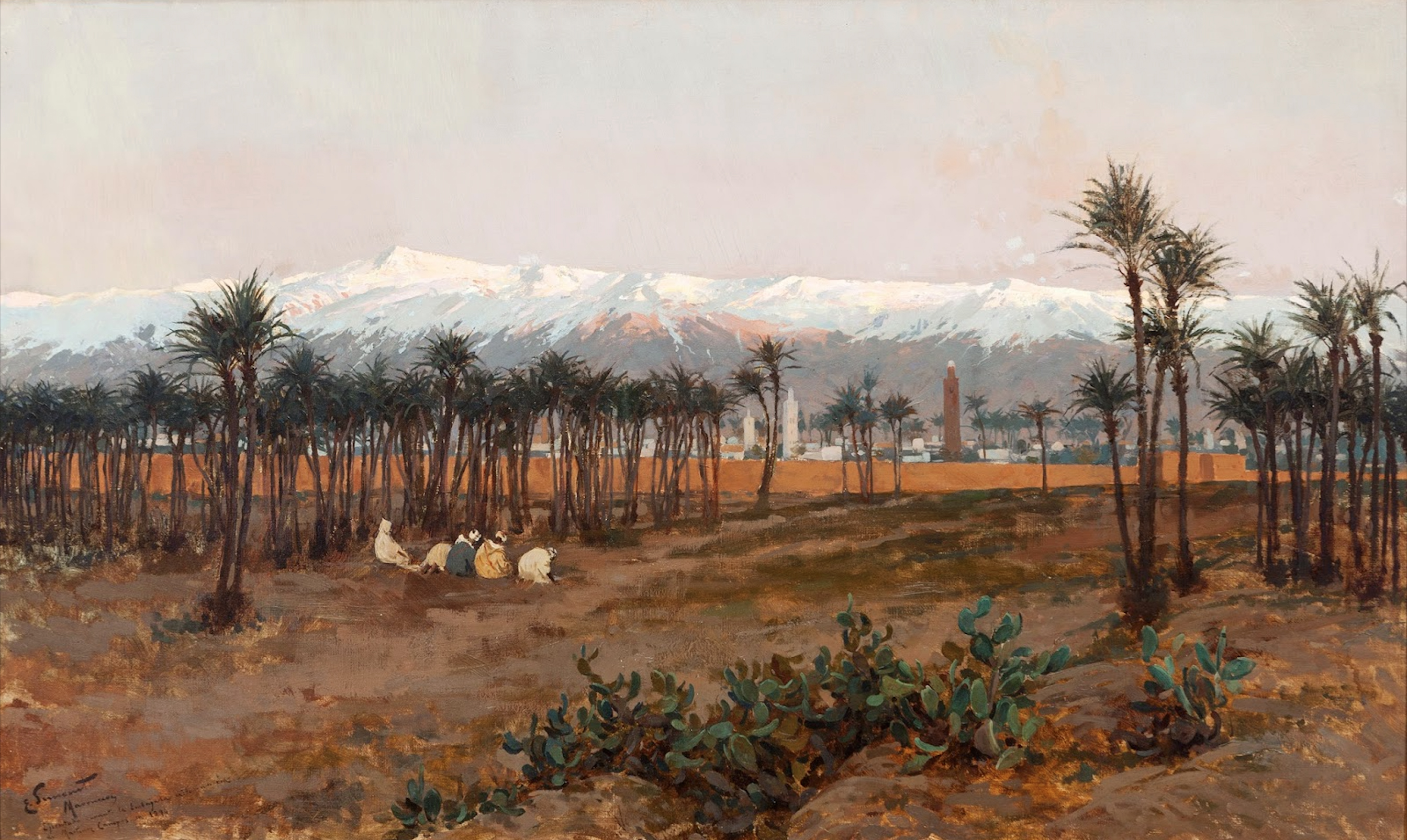
Marrakech (1894) de Enrique Simonet

Mientras, Marrakech inició sus primeros contactos y relaciones comerciales con Europa, en primer lugar con Gran Bretaña, que se multiplicaron a lo largo del siglo XIX. En aquella época fue cada vez mayor el interés de las grandes potencias europeas por adueñarse del norte de África. Así, el control de Marruecos se dividió entre Francia y España. El gobierno de los sultanes era cada vez más débil y finalmente aceptó la imposición oficial del gobierno colonial francés, formalizado con el Tratado de Fez de 1912. Pero enseguida estallaron motines y revueltas, sobre todo en Marrakech y en el sur. Para conseguir mantener el control, la administración francesa hizo un pacto con Thami El Glaoui, uno de los señores de la guerra que estaba al frente de las tribus de las montañas del Atlas, y en 1912 lo nombró señor de Marrakech, dándole carta blanca sobre la ciudad y el Marruecos Meridional. Thami El Glaoui se instaló en un palacio de la ciudad y desde allí gobernó con mano de hierro durante más de cuarenta años, hasta 1955. Déspota cruel, extravagante y amante de los excesos, era también un hombre perspicaz y brillante, que organizaba suntuosos banquetes para sus huéspedes y los cubría de generosos regalos. En los años treinta, la administración francesa construyó la ville nouvelle fuera de las murallas de la Medina, una verdadera ciudad con amplias avenidas arboladas, edificios modernos de estilo morisco, escuelas y hospitales, mientras la Medina se fue degradando poco a poco.
En los años treinta también se desarrolló el movimiento nacionalista que encontró su expresión política en el Partido de la Independencia. Después de la Segunda Guerra Mundial, el seguimiento del partido aumentó e incluso el sultán, Mohammed V, empezó a presionar por la independencia. Así, en 1953, los franceses lo exiliaron y lo sustituyeron por un gobierno fantoche, lo cual no sirvió más que para encender la chispa de la revolución, que en un primer momento intentaron apagar con el apoyo de Thami El Glaoui. Pero los franceses ya estaban haciendo frente a la sangrienta revuelta de Argelia y pronto suavizaron sus posiciones; en 1955 dejaron regresar al sultán. Mientras, a principios de 1956, Thami El Glaoui murió y Marrakech se liberó de su tirano. En marzo de 1956 Marruecos obtuvo la independencia.
Marrakech es hoy la ciudad internacional de Marruecos, con una comunidad de expatriados (extranjeros que viven permanentemente aquí) vasta y en continuo crecimiento. Los pioneros fueron los millonarios de los años veinte y treinta, seguidos por artistas e intelectuales de los años sesenta entre extravagancias y fiestas psicodélicas. Nació en aquellos años el mito del Marrakech exótico y bohemio que arrastró a la generación sucesiva de extranjeros, que desembarcó en la ciudad a partir de los años ochenta. Algunos de ellos decidieron trasladarse a vivir a la Medina, recuperando antiguos edificios en plena decadencia. La población marroquí, en cambio, por lo menos la que se lo puede permitir, vive en el sueño de una casa "moderna" en la ville nouvelle. El fenómeno de los europeos en la Medina en un primer momento era algo esporádico, pero a mediados de los noventa estalló el boom, con la contribución determinante de un programa de la televisión francesa que explicaba cómo en Marrakech, con el dinero de un pisito en París, se podía comprar un "riad", un verdadero palacete, y vivir a lo grande. Y así fue como en pocos años en la ciudad nació el "pueblo del riad", una comunidad heterogénea que tiene en común las ganas de inventar un nuevo estilo de vida. Hoy tener casa en Marrakech es un sueño cada vez más practicado y caro. Los precios han subido, aunque siguen siendo inferiores a los de las grandes ciudades europeas y americanas. Y empiezan a aparecer las primeras contradirecciones, y aunque la Medina ha sido declarada por la Unesco Patrimonio de la Humanidad no existen todavía normativas rígidas para conservar el patrimonio histórico y arquitectónico. Por ello, se está reforzando un movimiento de opinión preocupado por el riesgo de un expolio moderno. Y luego está la no menos importante cuestión del respeto hacia la cultura y la sensibilidad de los residentes del lugar. Pero el camino parece marcado y el futuro de la ciudad se dirige cada vez más hacia el turismo y el mundo exterior. Marrakech alberga una sede del Instituto Cervantes.

## Topografía
Marrakech se encuentra en el centro-sur de Marruecos. Es la capital de la llanura de Haouz y el principal asentamiento. La medina se construyó en la margen izquierda del río Issil, cinco kilómetros al sur de su punto de confluencia con el río Tensift. Construida a una altitud media de 450 metros sobre el nivel del mar, Marrakech es una ciudad con un relieve esencialmente plano. Solo el Jbel Gueliz, un cerro de arenisca de 55 metros de altitud rompe la monotonía de la llanura.

### Clima
Marrakech presenta un clima semiárido, con inviernos suaves y húmedos y veranos cálidos y secos. Las temperaturas medias pasan de 12 grados Celsius en invierno a 28 grados Celsius en verano. El esquema de precipitaciones invierno húmedo/verano seco de Marrakech sigue la misma pauta que sucede en climas mediterráneos. En comparación con estos, sin embargo, la ciudad recibe menos lluvia, de ahí que esté clasificada como semiárida.
| Parámetros climáticos promedio de Marrakech, Marruecos (1961-1990) | Parámetros climáticos promedio de Marrakech, Marruecos (1961-1990) | Parámetros climáticos promedio de Marrakech, Marruecos (1961-1990) | Parámetros climáticos promedio de Marrakech, Marruecos (1961-1990) | Parámetros climáticos promedio de Marrakech, Marruecos (1961-1990) | Parámetros climáticos promedio de Marrakech, Marruecos (1961-1990) | Parámetros climáticos promedio de Marrakech, Marruecos (1961-1990) | Parámetros climáticos promedio de Marrakech, Marruecos (1961-1990) | Parámetros climáticos promedio de Marrakech, Marruecos (1961-1990) | Parámetros climáticos promedio de Marrakech, Marruecos (1961-1990) | Parámetros climáticos promedio de Marrakech, Marruecos (1961-1990) | Parámetros climáticos promedio de Marrakech, Marruecos (1961-1990) | Parámetros climáticos promedio de Marrakech, Marruecos (1961-1990) | Parámetros climáticos promedio de Marrakech, Marruecos (1961-1990) |
| Mes                                                                | Ene.                                                               | Feb.                                                               | Mar.                                                               | Abr.                                                               | May.                                                               | Jun.                                                               | Jul.                                                               | Ago.                                                               | Sep.                                                               | Oct.                                                               | Nov.                                                               | Dic.                                                               | Anual                                                              |
| ------------------------------------------------------------------ | ------------------------------------------------------------------ | ------------------------------------------------------------------ | ------------------------------------------------------------------ | ------------------------------------------------------------------ | ------------------------------------------------------------------ | ------------------------------------------------------------------ | ------------------------------------------------------------------ | ------------------------------------------------------------------ | ------------------------------------------------------------------ | ------------------------------------------------------------------ | ------------------------------------------------------------------ | ------------------------------------------------------------------ | ------------------------------------------------------------------ |
| Temp. máx. abs. (°C)                                               | 28.9                                                               | 34.3                                                               | 36.2                                                               | 39.6                                                               | 44.4                                                               | 45.8                                                               | 49.0                                                               | 48.6                                                               | 44.8                                                               | 38.6                                                               | 35.2                                                               | 28.9                                                               | 49.0                                                               |
| Temp. máx. media (°C)                                              | 18.4                                                               | 19.9                                                               | 22.3                                                               | 23.7                                                               | 27.5                                                               | 31.3                                                               | 39.2                                                               | 42.1                                                               | 32.5                                                               | 27.5                                                               | 22.2                                                               | 18.7                                                               | 26.4                                                               |
| Temp. media (°C)                                                   | 12.2                                                               | 13.8                                                               | 15.8                                                               | 17.3                                                               | 20.6                                                               | 23.8                                                               | 28.3                                                               | 28.3                                                               | 25.3                                                               | 21.1                                                               | 16.3                                                               | 12.6                                                               | 19.6                                                               |
| Temp. mín. media (°C)                                              | 5.9                                                                | 7.6                                                                | 9.4                                                                | 11.0                                                               | 13.8                                                               | 16.3                                                               | 22.5                                                               | 26.1                                                               | 21.2                                                               | 14.7                                                               | 10.4                                                               | 6.5                                                                | 12.8                                                               |
| Temp. mín. abs. (°C)                                               | -2.3                                                               | -3.0                                                               | 0.4                                                                | 2.8                                                                | 6.8                                                                | 9.4                                                                | 12.1                                                               | 12.8                                                               | 10.0                                                               | 1.1                                                                | 0.0                                                                | -1.6                                                               | -3.0                                                               |
| Precipitación total (mm)                                           | 32.2                                                               | 37.9                                                               | 37.8                                                               | 38.8                                                               | 23.7                                                               | 4.5                                                                | 1.2                                                                | 3.4                                                                | 5.9                                                                | 23.9                                                               | 40.6                                                               | 31.4                                                               | 281.3                                                              |
| Días de precipitaciones (≥ 1 mm)                                   | 7.6                                                                | 6.8                                                                | 7.5                                                                | 7.7                                                                | 4.8                                                                | 1.2                                                                | 0.6                                                                | 1.2                                                                | 2.8                                                                | 5.5                                                                | 6.6                                                                | 6.5                                                                | 58.8                                                               |
| Horas de sol                                                       | 220.6                                                              | 209.4                                                              | 247.5                                                              | 254.5                                                              | 287.2                                                              | 314.5                                                              | 335.2                                                              | 316.2                                                              | 263.6                                                              | 245.3                                                              | 214.1                                                              | 220.6                                                              | 3128.7                                                             |
| Humedad relativa (%)                                               | 65                                                                 | 66                                                                 | 61                                                                 | 60                                                                 | 58                                                                 | 55                                                                 | 47                                                                 | 47                                                                 | 52                                                                 | 59                                                                 | 62                                                                 | 65                                                                 | 58                                                                 |
| Fuente n.º 1: NOAA                                                 |                                                                    |                                                                    |                                                                    |                                                                    |                                                                    |                                                                    |                                                                    |                                                                    |                                                                    |                                                                    |                                                                    |                                                                    |                                                                    |
| Fuente n.º 2: Deutscher Wetterdienst (extremes and humidity)       |                                                                    |                                                                    |                                                                    |                                                                    |                                                                    |                                                                    |                                                                    |                                                                    |                                                                    |                                                                    |                                                                    |                                                                    |                                                                    |

## Lugares de interés
Como otras ciudades imperiales marroquíes, Marrakech está dividida fundamentalmente en dos partes: el centro con la gran Medina o ciudad vieja, rodeada de espectaculares bastiones de tierra roja, y, fuera de las murallas, la ville nouvelle o ciudad nueva, construida por los franceses en los años del dominio colonial y en continua expansión. La ciudad vieja y la nueva son entidades administrativas separadas, gobernadas en parte por reglas distintas: en la Medina el alcohol está prohibido y los edificios no pueden superar los tres pisos de altura. En cambio, sirve para toda Marrakech la regla según la cual el exterior de los edificios tiene que ser rojo-ocre, el color natural de la tierra local, usada tradicionalmente como material de construcción. De ahí su sobrenombre de "ciudad roja". La Medina de Marrakech está llena de antiguos palacios y mezquitas, que como es costumbre en Marruecos, no están abiertas a los no musulmanes. Su lugar más emblemático es la gran plaza de Jamaa el Fna. Al oeste de los bastiones de la Medina se extiende la ville nouvelle, con los barrios de Guéliz e Hivernage; la arteria principal es la Avenue Mohammed V, una amplia avenida arbolada que desemboca junto a una de las puertas de la ciudad vieja. En dirección este, finalmente, se encuentra el barrio residencial de la Palmeraie, una zona semidesértica llena de palmeras que en los últimos años se ha llenado de edificios.

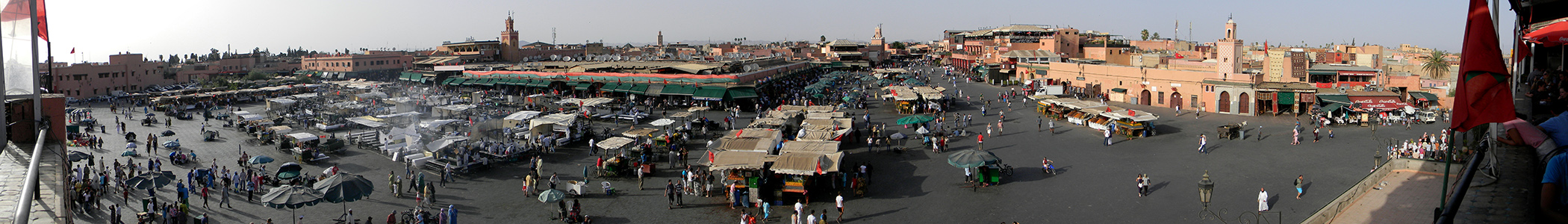
Panorámica de la Plaza Yemaa el Fna.

### Zonas y barrios
- Medina:

Es la ciudad vieja, protegida por un cordón de bastiones hechos de tierra roja que encierran un laberinto de callejuelas y palacios, mercados y mezquitas, cúpulas y minaretes. La Medina de Marrakech ha sido declarada como Patrimonio de la Humanidad por la Unesco en el año 1985, siendo actualmente uno de los lugares de visita obligada. Su corazón es la gran plaza Jamaa el Fna, al norte de la cual se abre el laberinto de los Suks (mercados tradicionales, a menudo descubiertos). Siguiendo hacia el norte se encuentran la mezquita y madraza de Ben Youssef y el Museo de Marrakech. Al sur de la plaza, en cambio, a lo largo de los siglos se han instalado los gobernantes de la ciudad. Hoy la zona está dominada por el Palacio Real, erigido sobre las ruinas de los precedentes palacios almohades, que ocupa una vastísima área rodeada de murallas (la llamada kasbah, que significa ciudadela fortificada) y no está abierto al público. Pero se puede visitar el palacio de la Bahía y de Dar Si Said, construidos en el siglo XIX por dos visires de los sultanes y las imponentes ruinas del gran palacio Badi.
- Guéliz: Es el núcleo principal de la ciudad nueva, construido por los franceses en los años treinta. El barrio es menos característico que la Medina, pero también animado. Aquí es donde se concentran los grandes hoteles internacionales y los restaurantes, las tiendas y los no muy numerosos locales nocturnos de la ciudad.

- Hivernage: Al sur de Guéliz y un poco al oeste de la Medina se encuentra este pequeño barrio residencial que alberga villas particulares y hoteles internacionales de cinco estrellas, así como el nuevo Teatro de la Ópera y el Palacio de Congresos.

- Palmeraie: Este vasto oasis de tierra pelada y palmeras se extiende al noreste de la Medina (más de 100.000 plantas se han regado durante siglos gracias a la ingeniosa red de tuberías subterráneas de barro seco que data del siglo XII). Es la última frontera de los millonarios de Marrakech, marroquíes y extranjeros, que se han construido residencias de lujo, con jardines exuberantes y a menudo circundadas de altos muros para proteger la privacidad de los residentes y sus huéspedes. Algunas son hoteles de lujo, como el Hotel Jnane Tamsna, una distinguida infraestructura en estilo ecléctico que hospeda a las estrellas de Hollywood que pasan por la ciudad, o Les Deux Tour, proyectado por el arquitecto más famoso de la ciudad, Charles Boccarà. Es una especie de Beverly Hills a la marroquí, donde se rige la norma del total respeto por las palmeras de modo que ninguna construcción puede dañar o interferir en el crecimiento de las palmeras.

- Mellah: Es el antiguo barrio judío de la ciudad, que da a la muralla exterior del palacio Badi, en la zona sur de la Medina. En él hay una sinagoga y un gran cementerio, además de un mercado cubierto. Algunas de las casas del barrio tienen balcones que dan a la calle, una peculiaridad de los judíos de Marrakech. Su nombre, Meliah, un apelativo común a todos los barrios judíos de las ciudades marroquíes, significa "lugar de la sal", lo cual se remonta a la época del monopolio que los mercaderes judíos tenían del comercio de la sal que se extraía de las montañas del Atlas y que se utilizaba para conservar los alimentos. La comunidad judía de Marrakech tiene un origen muy antiguo. A principios del siglo XX contaba con unos 40.000 miembros, pero después de la Segunda Guerra Mundial, durante la cual el rey Mohammed V rechazó aplicar las leyes antisemitas promulgadas por el gobierno francés colaboracionista de Vichy, la mayoría emigró a Francia, Estados Unidos o Israel o se trasladó a Casablanca. Actualmente quedan sólo algunos centenares de personas.

### Plazas, calles y suks

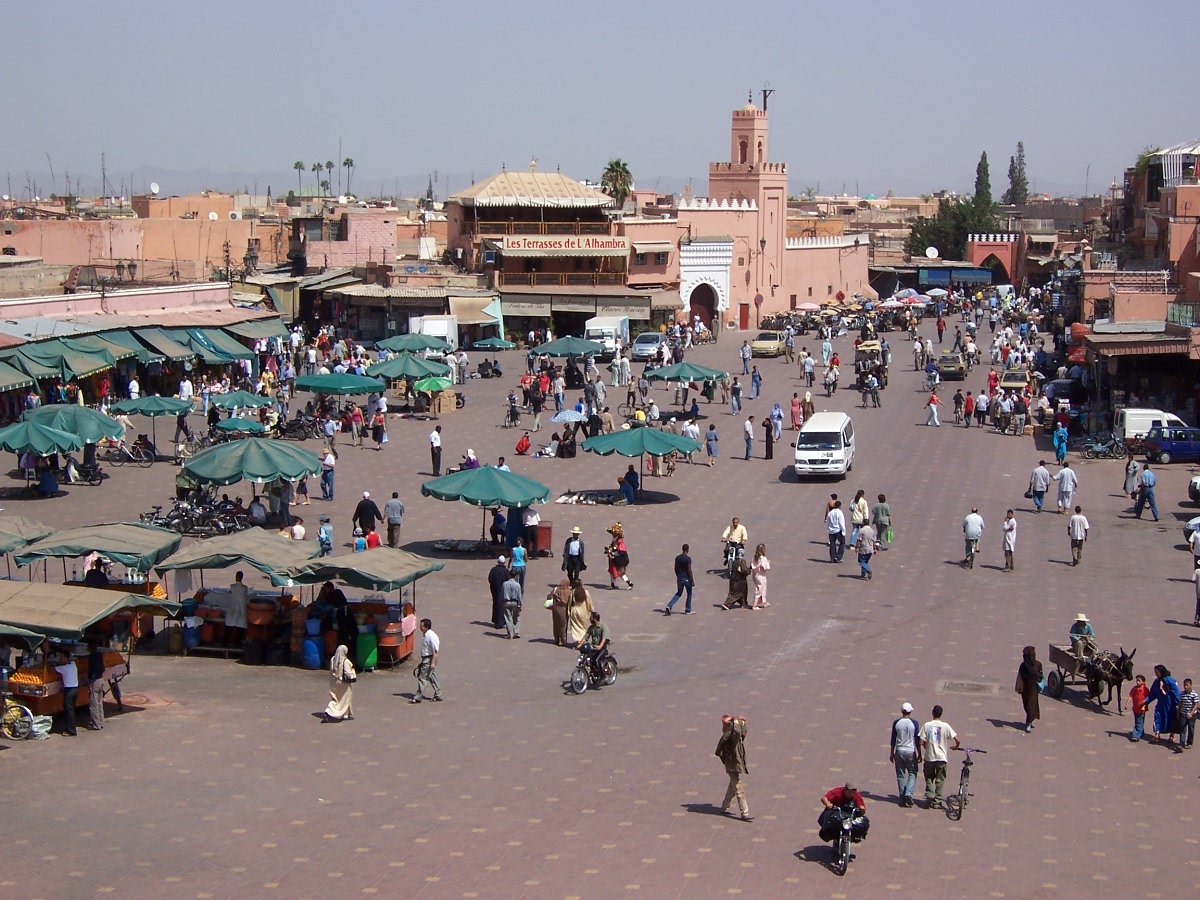
Plaza Jamaa el Fna.

- Plaza Jamaa el Fna: Esta gran plaza de forma irregular (hoy pavimentada, pero hasta hace poco de tierra batida roja) es el corazón de la Medina, desde donde salen en todas direcciones una densa red de callejuelas. Tranquila y somnolienta por la mañana, al pasar las horas se va llenando de vendedores ambulantes de todo tipo y mujeres que pintan las manos y pies con henna; también hacen su aparición los vendedores de agua, los vendedores de quincalla o de dentaduras y pociones afrodisíacas. Pero el momento culminante es al anochecer, cuando se convierte en un enorme escenario al aire libre, donde una multitud de espectadores de todas las edades pasea y rodea a los malabaristas, músicos, faquires, encantadores de serpientes y juglares. Y en el centro de la plaza se instalan decenas de tenderetes-restaurante que sirven pinchos y otros platos tradicionales cocinados en el acto. Es un espectáculo de sonidos, olores y colores del que se puede disfrutar sentado en uno de los muchos cafés que hay en la plaza, pero lo mejor es mezclarse con la gente e ir de corro en corro, dejándose llevar por las sensaciones del momento.

- Avenue Mouassine: Es la calle más refinada de la Medina. Detrás de las paredes desnudas de ladrillos o arcilla roja se esconden un número creciente de tiendas de moda y galerías, como Dar Cherifa y el Ministerio del Gusto, así como refinados riads.

- Avenue Mohammed V: Esta amplia avenida arbolada es la arteria más importante de Guéliz, el barrio principal de la ciudad nueva, en la que se encuentran los edificios modernos de oficinas, bancos, tiendas, restaurantes y cafés con terrazas. Su punto más destacado, alrededor del cruce con la calle de la Liberté, es el Mercado Central, allí donde la gente del lugar compra comida, flores y productos de menaje para la casa. El tramo más céntrico de la avenida entra a la Medina a través del Bab Nkob y termina a los pies del minarete de la Koutoubia.

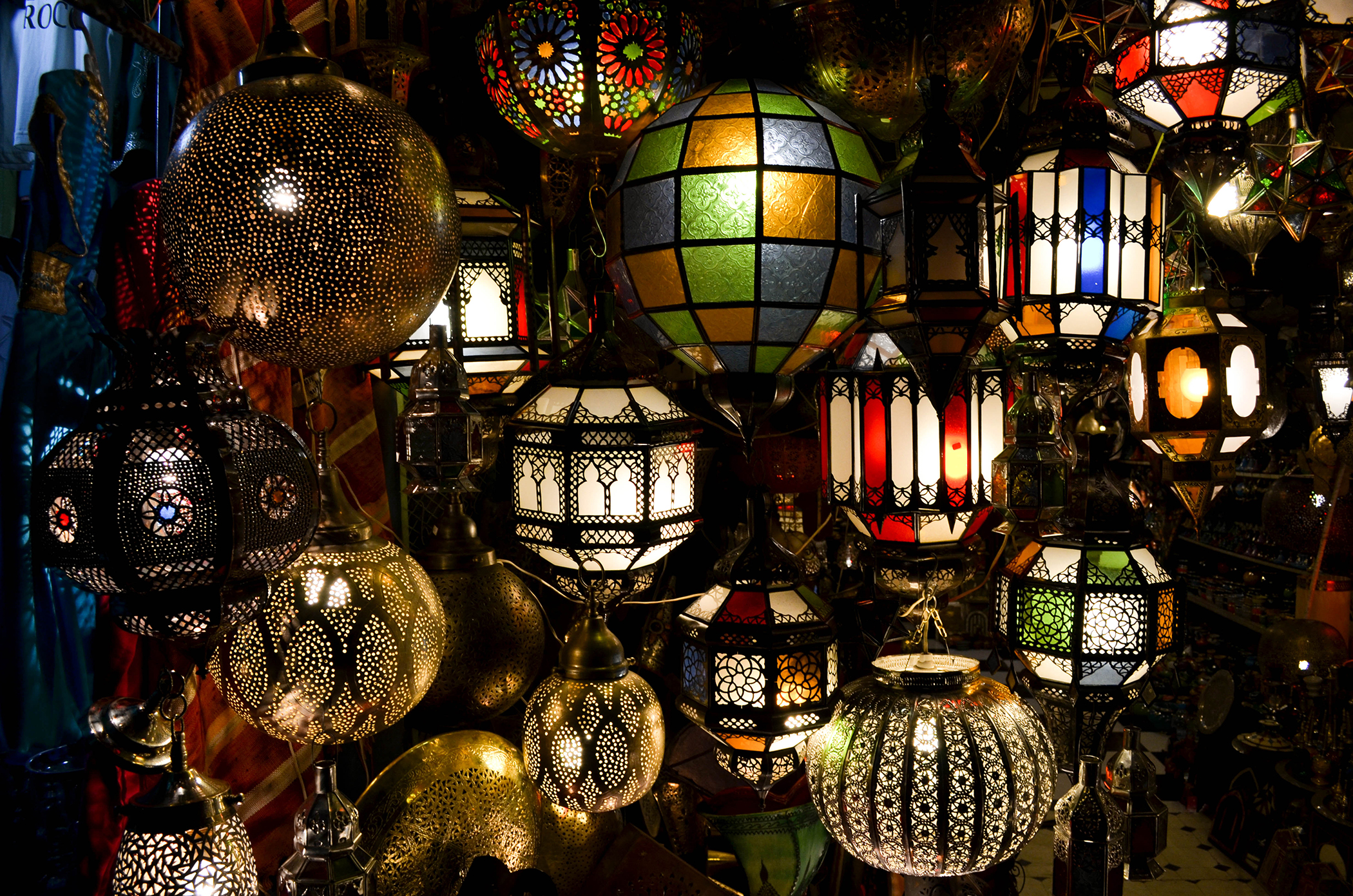
Lámparas expuestas en una tienda del barrio de los suks.

- Lámparas expuestas en una tienda del barrio de los suks.Los suks: El barrio de los suks (mercados o zocos) se halla junto a la parte norte de la plaza Djemaa el Fna. Las dos calles principales son Rue Semarine y Rue Mouassine; la primera es una sucesión ininterrumpida de pequeños bazares, mientras que la segunda es más tranquila y cuenta con un número creciente de lugares de calidad. Cada sección del suk lleva el nombre del principal tipo de mercancías que ofrece (vestidos, especias, pieles, babuchas, alfombras, lana, madera, vajillas, etc.) o de los talleres de los artesanos (tintoreros, carpinteros, herreros, etc.). El suk de las alfombras ocupa el área del viejo mercado de los esclavos, el criée berbère. Al nordeste de los suks está el barrio de los curtidores, que se extiende a lo largo de la calle Bab Debbagh, llamada así debido a que desemboca en la puerta que lleva ese mismo nombre.

### Mezquitas, palacios y monumentos
- Mezquita y madrasa Ben Youssef: La mezquita domina la plaza homónima, en medio de los suks que se extienden al norte de Jamaa el Fna. El edificio actual data del siglo XIX, pero en el mismo lugar se construyeron anteriormente, desde el siglo XII, otras dos versiones. Frente a la mezquita, en el interior de un recinto y más baja que el nivel de la calle, se encuentra la cúpula Ba’adiyn, la única estructura que quedó en la ciudad de tiempos de los almorávides, los fundadores de Marrakech. El interior está decorado con vivos motivos florales. En las cercanías está también la madrasa (escuela coránica) Ben Youssef, fundada en el siglo XIV y más tarde ampliada en diversas ocasiones. En funcionamiento hasta los años sesenta, más tarde fue restaurada y abierta al público. Se accede a un imponente patio sobriamente decorado con trabajos de estuco, madera de cedro con incrustaciones y azulejos, con un gran estanque en medio. Alrededor del patio, en dos niveles, se encuentran las habitaciones de los estudiantes y una sala de oraciones con una cúpula. Actualmente cerrada por reformas.

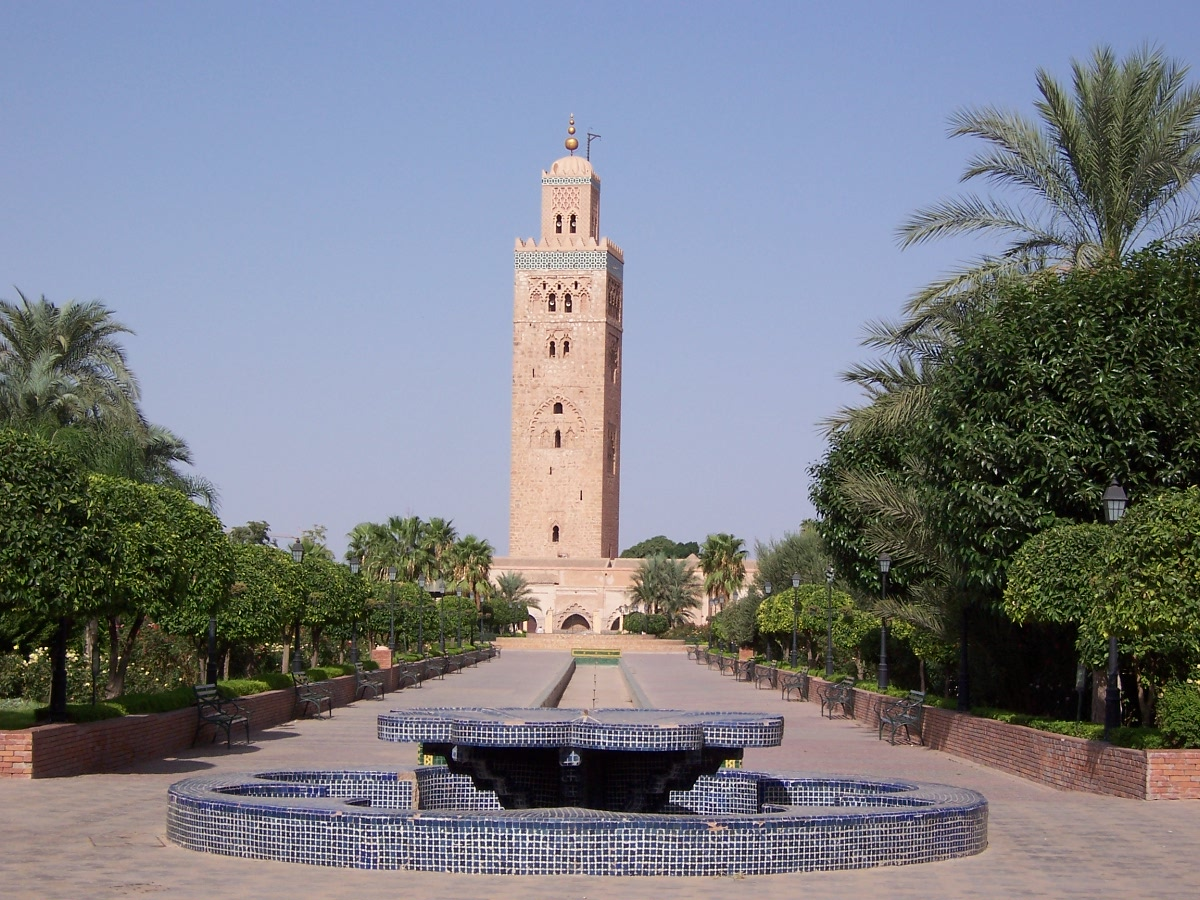
Mezquita Kutubia de Marrakech.

- Mezquita Kutubia: Rodeada por magníficos rosales, se encuentra en el interior de la Medina, cerca de la Bad Jedid. Se construyó en el siglo XII, junto a un edificio construido hacía poco, que luego se derrumbó en el siglo XVIII, y tomó el nombre del suk el Koutubiyyin (suk de los libreros) que antiguamente había en la zona. La mezquita es famosa sobre todo por su minarete de base cuadrada, que hizo construir Yacoub el Mansour a fines del siglo XII, que representó el modelo de referencia para la Giralda de Sevilla, y para la Torre Hasan en Rabat. La torre es el edificio más alto de Marrakech y con sus 77 metros de altura domina la Medina, pudiéndose ver a distancia cuando se llega a la ciudad. Hoy la silueta destaca desnuda de ladrillos, culminada con globos de bronce, pero antiguamente toda la superficie del minarete estaba cubierta de decoraciones de cerámica y estuco (los únicos fragmentos que se han conservado son los frisos de azulejos debajo del almenaje). En el interior, que no se puede visitar, hay una rampa ascendente, lo suficientemente amplia como para poder subir a caballo, que lleva a la cima, desde donde los muecines llaman a los fieles a la oración ritual cinco veces al día. Al oeste de la plaza se encuentran las ruinas de una gran mezquita, que hicieron construir los conquistadores almohades.

- Palacio Dar el Bacha (o Dar el Glaoui): Dar el Bacha significa "palacio del patró", y era la residencia de uno de los personajes más célebres de la historia de Marrakech, el cruel Thami el Glaoui, que en la primera mitad del siglo XIX fue señor de la ciudad y de todo el Atlas meridional durante varias décadas. Aquí Thami el Glaoui tenía su corte y recibía a los huéspedes ilustres que le visitaban, entre los cuales estuvieron políticos occidentales como el inglés Churchill o el americano Roosevelt. El aspecto actual del palacio seguramente no está a la altura de su fama, alimentada por una serie infinita de anécdotas curiosas y subidas de tono, pero quedan bonitos patios interiores ricamente decorados en yeso, madera tallada y azulejos policrómicos.

- Palacio El Badi: Se edificó con gran lujo en la segunda mitad del siglo XVI durante el reinado del sultán Ahmed el Mansour. Las paredes y los techos estaban recubiertos de oro proveniente de Tombuctú, mítica ciudad de más allá del desierto conquistada por el sultán. Había paredes de mármol y piedras importadas de la India y grandes patios embellecidos con estanques y fuentes caudalosas. Además, el ambiente olía a flores y esencias exóticas. No obstante, sólo cien años más tarde ya estaba en ruinas, pues el nuevo señor de Marruecos, Moulay Ismail, despojó completamente el palacio y se llevó sus tesoros a su nueva capital, Meknés. Hoy, la grandeza del pasado se debe imaginar caminando entre imponentes ruinas. El patio principal es un inmenso espacio vacío delimitado por imponentes bastiones perforados, sobre los cuales han hecho sus nidos las cigüeñas. El gran estanque central está seco, pero diseminados por el entorno hay restos de mosaicos y columnas esculpidas. El lugar revive durante los grandes eventos, como los conciertos y espectáculos del Festival del Arte Popular y las proyecciones en una gran pantalla durante el Festival de Cine.

- Palacio de la Bahía: En el lado norte de Mellah, el antiguo barrio judío, se encuentra este gran palacio, que tiene una extensión de 8 hectáreas de superficie y cuenta con más de 150 habitaciones. Fue mandada construir a fines del siglo XIX por un visir de la corte real. Los interiores están ricamente decorados en estilo tradicional, con mosaicos y detalles de madera de cedro tallada. Los patios son especialmente bonitos, con pequeños pero frondosos jardines, piscinas y fuentes. Una parte del edificio estaba reservada a las habitaciones de las 24 concubinas del visir, que también tenía cuatro esposas. Cuando murió, el sultán vació el palacio y se llevó los muebles y las alfombras a la residencia real.

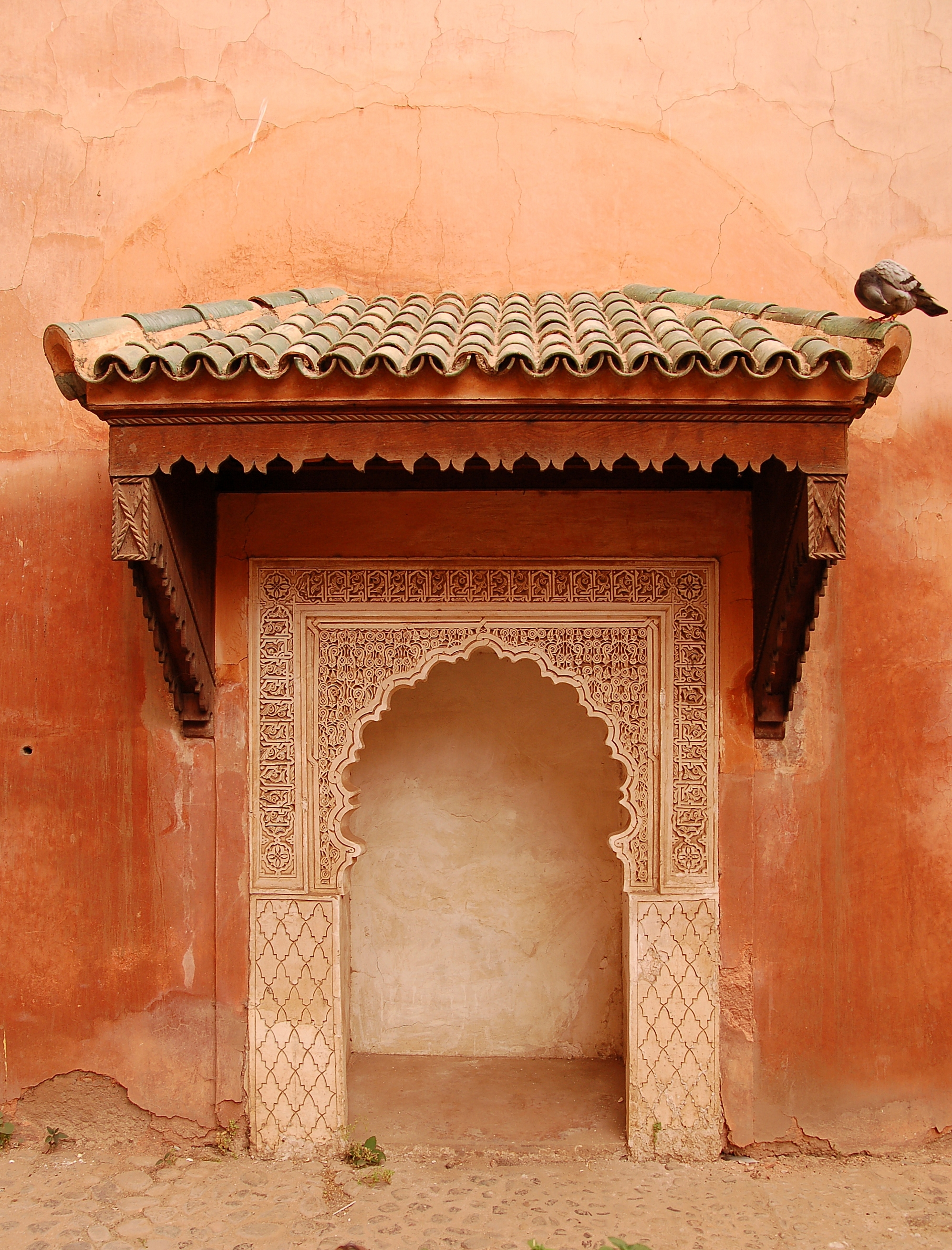
Tumba individual de la Dinastía Saadi (1549–1664).

- Tumbas saadíes: Las tumbas sagradas de los sultanes se encuentran junto al muro meridional de la mezquita Kasbah, junto al Palacio Real, en la zona de la Medina. Durante siglos han representado un secreto bien guardado, que los occidentales desconocían totalmente. En los años veinte algunos oficiales franceses se dieron cuenta de que había algunos tejados verdes que sobresalían de los barrios más pobres. Indagaron entre la gente del lugar, obteniendo siempre evasivas, pero uno de ellos perseveró en su investigación hasta descubrir una callejuela escondida que llevaba a una minúscula puerta en arco. Una vez pasado su umbral, entró en un jardín y vio las tumbas que hasta entonces se habían mantenido escondidas a los infieles. Hoy las tumbas saadíes son uno de los lugares más visitado de la ciudad, pero para acceder a ellas se tiene que hacer todavía el mismo recorrido tortuoso. Muchas tumbas están decoradas con mosaicos variopintos. Las más monumentales son las de los pabellones construidos durante el reinado de Ahmed el Mansour, en la segunda mitad del siglo XVI. A poca distancia de las tumbas está Bab Agnau, la puerta que marca el acceso a la Kasbah (área fortificada en el interior de la Medina, en la cual se encuentra el Palacio Real). Es una de las puertas más bonitas de la ciudad, realizada en el siglo XII en piedra y no en ladrillos de tierra como el resto. Al otro lado de la calle se encuentra la puerta Er Rob, invadida por coloridas tiendas de lozas.

### Museos
Marrakech no es una ciudad de grandes museos y espacios de exposición tradicionales, pero cuenta con interesantes colecciones, públicas y privadas, de arte y artesanía marroquí antigua y contemporánea. En el centro de atención, dada la historia y la situación geográfica de la ciudad a las puertas del Atlas, está sobre todo la cultura bereber. Todo ello expuesto en un marco que a menudo es por sí mismo el protagonista: antiguos palacios de encanto oriental, con refinado mobiliario y decoración. También es posible encontrar lugares donde se concentra la vida cultural y mundana de Marrakech de hoy: sofisticadas galerías de arte que a menudo funcionan como espacios multifuncionales, acogen exposiciones temporales de pintura, fotografía, tiendas, librerías y cafés.
- Dar Cherifa: Galería-café literario convertida en uno de los puntos centrales de la escena artística de la ciudad. Se encuentra en uno de los riads más antiguos de Marrakech, pues data de fines del siglo XVI. En ambientes devueltos a su antiguo esplendor y decorados con un gusto impecable, se pueden ver exposiciones de arte contemporáneo o fotografía, asistir a conciertos de música tradicional (gnawa, sufí, etc.) o a presentaciones de libros, o simplemente charlar frente a un vaso humeante de té a la menta, la bebida nacional de Marruecos. La idea es de Abdellatif Aït Ben Abdallah, el propietario de Marrakech Riads, una sociedad encargada de la venta y restauración de los riads y que ha restaurado, con gran rigor filológico, el palacio que alberga el centro cultural y otros cinco edificios dispersos por la Medina, transformándolos en maison d'hôtes.

- Ministerio del Gusto: Ideado y realizado por los diseñadores italianos Alessandra Lippini y Fabrizio Bizzarri, este excéntrico gran espacio multifuncional se utiliza también como espacio para muestras temporales, cambiando de muestra cada tres meses aproximadamente, dedicadas tanto a artistas marroquíes como internacionales.Interior del Museo de Marrakech.

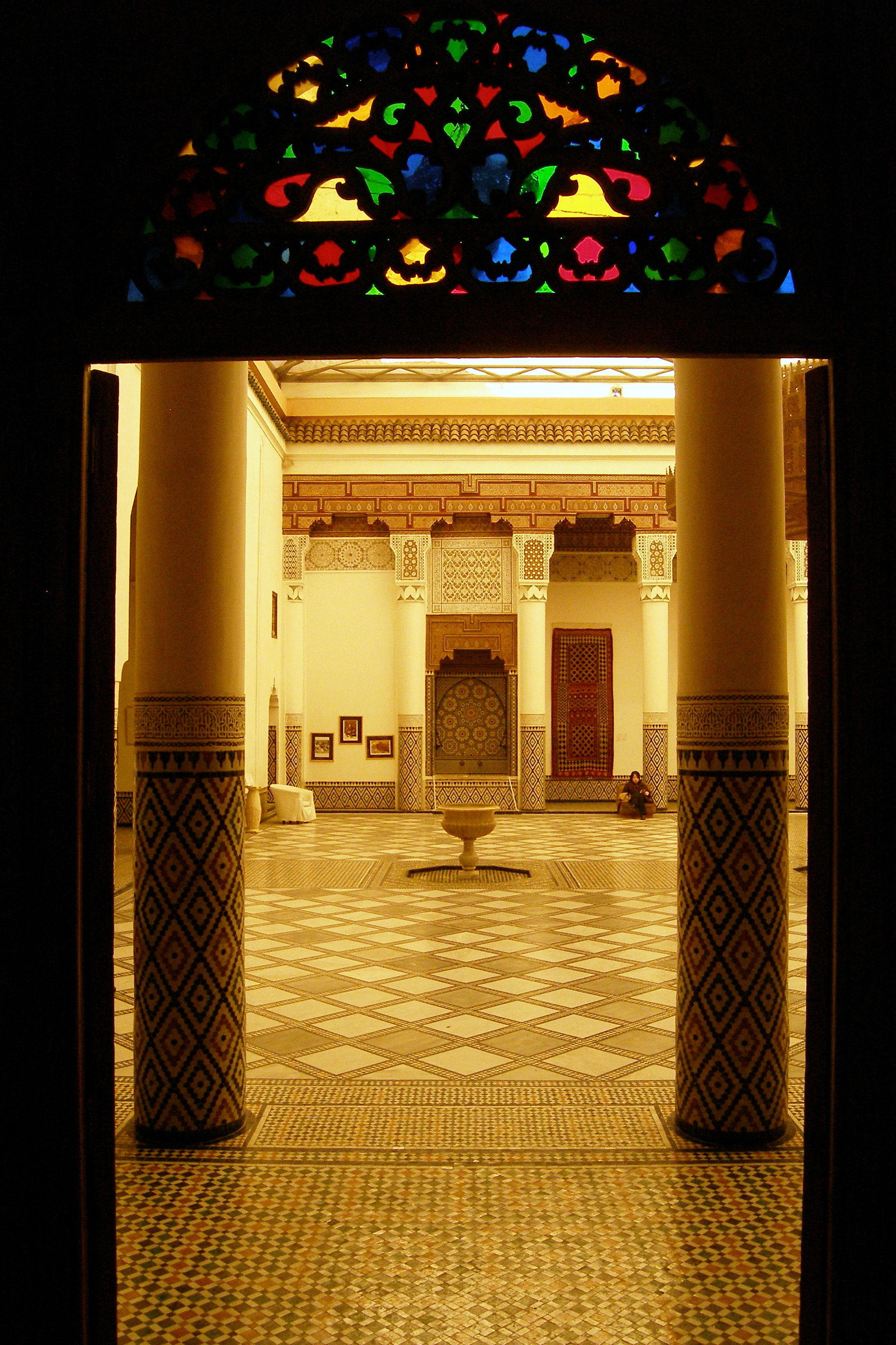
Interior del Museo de Marrakech.

- Musée Dar si Said: Situado en un suntuoso palacio del siglo XIX, expone una rica colección de objetos de arte y artesanía tradicional del sur de Marruecos, entre los cuales hay piezas de cobre, alfombras, ropas y joyas bereberes, piezas talladas de madera de cedro, puertas, persianas policromas y fragmentos de techos, además de un "minbar", una especie de púlpito transportable, que había sido utilizado en la mezquita Kutubía. El museo fue construido en el siglo XII por artesanos de Córdoba y sus lados están adornados por unos mil paneles decorados.

- Musée de Marrakech: Inaugurado a fines de los años noventa en un palacio del siglo XIX meticulosamente restaurado, el museo se creó con el fin de tener una colección permanente de arte marroquí contemporáneo y organizar exposiciones y otros eventos culturales. Acoge también una preciosa colección de libros y caligrafía islámica y una recopilación de litografías y acuarelas de temas marroquíes.

- Musée du Jardin Majorelle: La villa Majorelle, que hizo construir en los años veinte el pintor Jacques Majorelle y que compró en los años sesenta el famoso estilista francés Yves Saint Laurent, alberga una colección permanente de arte islámico, que hoy se puede visitar junto con el espléndido jardín. Hay joyas tradicionales, bordados, manuscritos miniados, antiguas piezas de madera tallada y una serie de litografías de Majorelle dedicadas al Atlas.

- Musée Tizkiwin: Este pequeño museo privado, que se halla en el palacio del antropólogo-coleccionista neerlandés Bert Flint, cuenta con una magnífica colección de cerámicas, alfombras, tejidos y ropas bereberes. Cada región del país está representada con sus productos artesanales más característicos.

### Deportes
Su evento más importante es el Gran Premio de Marruecos de WTCC y Fórmula 2 que se disputa en el Circuito de Marrakech, inaugurado el año 2009.

### Jardines extramuros
A pesar de su árido clima, Marrakech ha sido siempre un jardín, gracias a las ingeniosas técnicas de canalización y riego llevadas a la práctica desde el siglo XI, cuando los almorávides llegaron a la región. El agua se trajo a la ciudad desde el valle de Ourika (a 60 km.) mediante canales de riego de barro seco. Hoy la ciudad cuenta con varios jardines.
- Jardín Majorelle: Lo realizó en los años treinta el pintor francés Jacques Majorelle alrededor de su taller. En los años sesenta la propiedad pasó al famoso estilista francés Yves Saint Laurent, que se hizo construir una nueva villa y abrió en el antiguo taller de Majoralle una exposición permanente de arte islámico e hizo recuperar el jardín inspirándose en un estilo sensual y lujurioso. Sus superficies de un intenso azul cobalto, el llamado blu majorelle, cierran un universo tropical superabundante de formas y colores, entre naranjos, plataneros, palmeras enanas, cactus y otras raras plantas, hibiscus, y rosales. Además, hay diversos riachuelos y estanques llenos de nenúfares, donde viven carpas y tortugas. Un lugar que puede encantar, como una extravagante creación de alta costura con la firma de Saint Laurent. Ciertamente, está a años luz del estilo minimal con influencias orientales que tiene cada vez más adeptos entre los decoradores y arquitectos que trabajan hoy en la ciudad.

- La Menara: Son los jardines más célebres de la ciudad. Se encuentran fuera del centro urbano, cerca del aeropuerto, y están dominados por un gran espejo de agua central, de forma rectangular, habitado por grandes carpas, desde donde sale el sistema de irrigación. En su entorno crecen olivos y árboles frutales. Los jardines fueron proyectados en el siglo XII, en tiempos de la dinastía almohade, pero luego cayeron en la ruina, hasta que en el siglo XIX los monarcas alauitas pusieron en marcha un proyecto de recuperación. En 1869, el sultán Mohammed V hizo construir lo que hoy caracteriza el lugar: el pabellón con el tejado de tejas verdes que se encuentra junto al estanque, reflejándose en sus aguas.

## Deporte

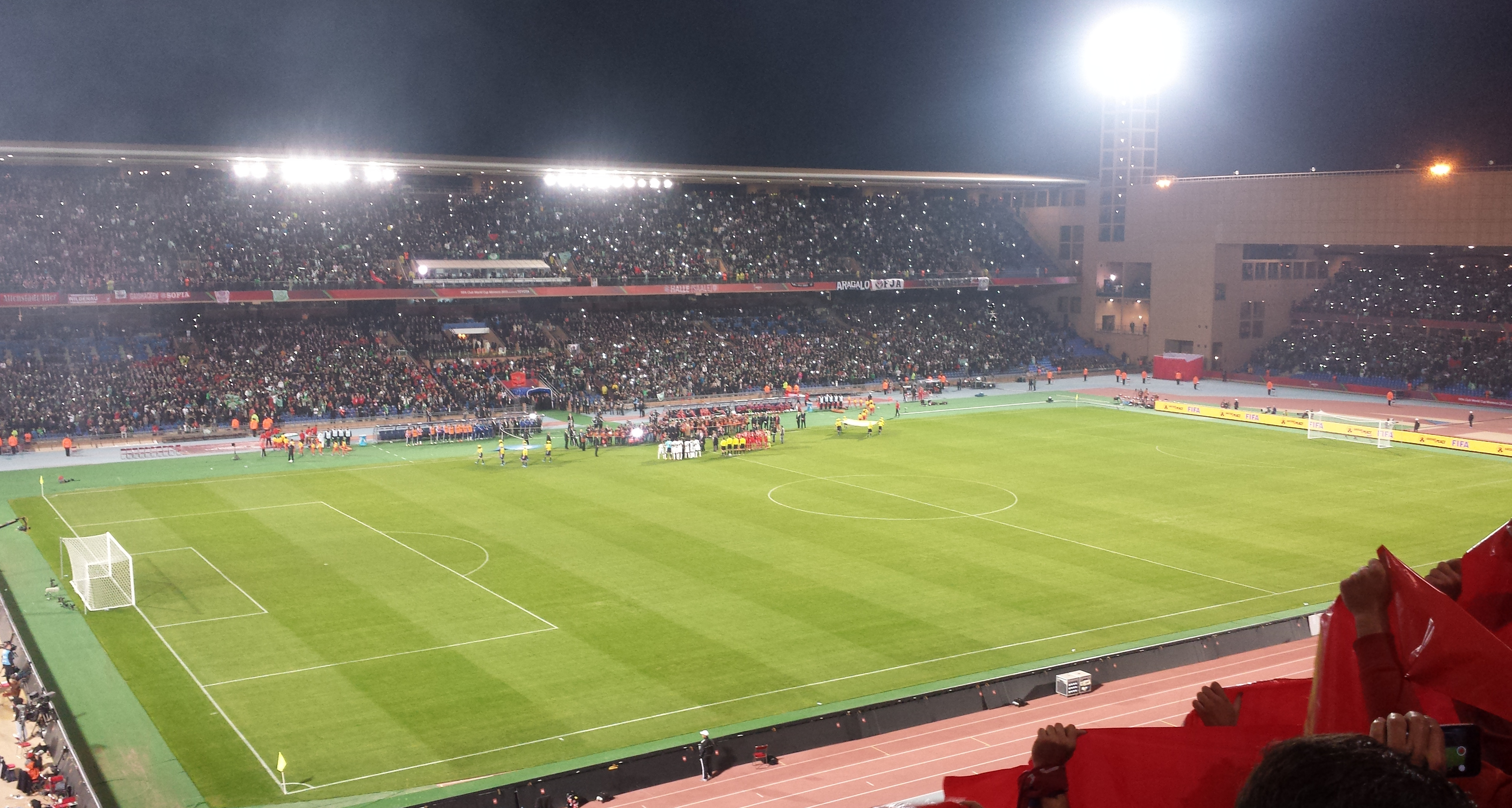
Estadio de Marrakech.

## Galería

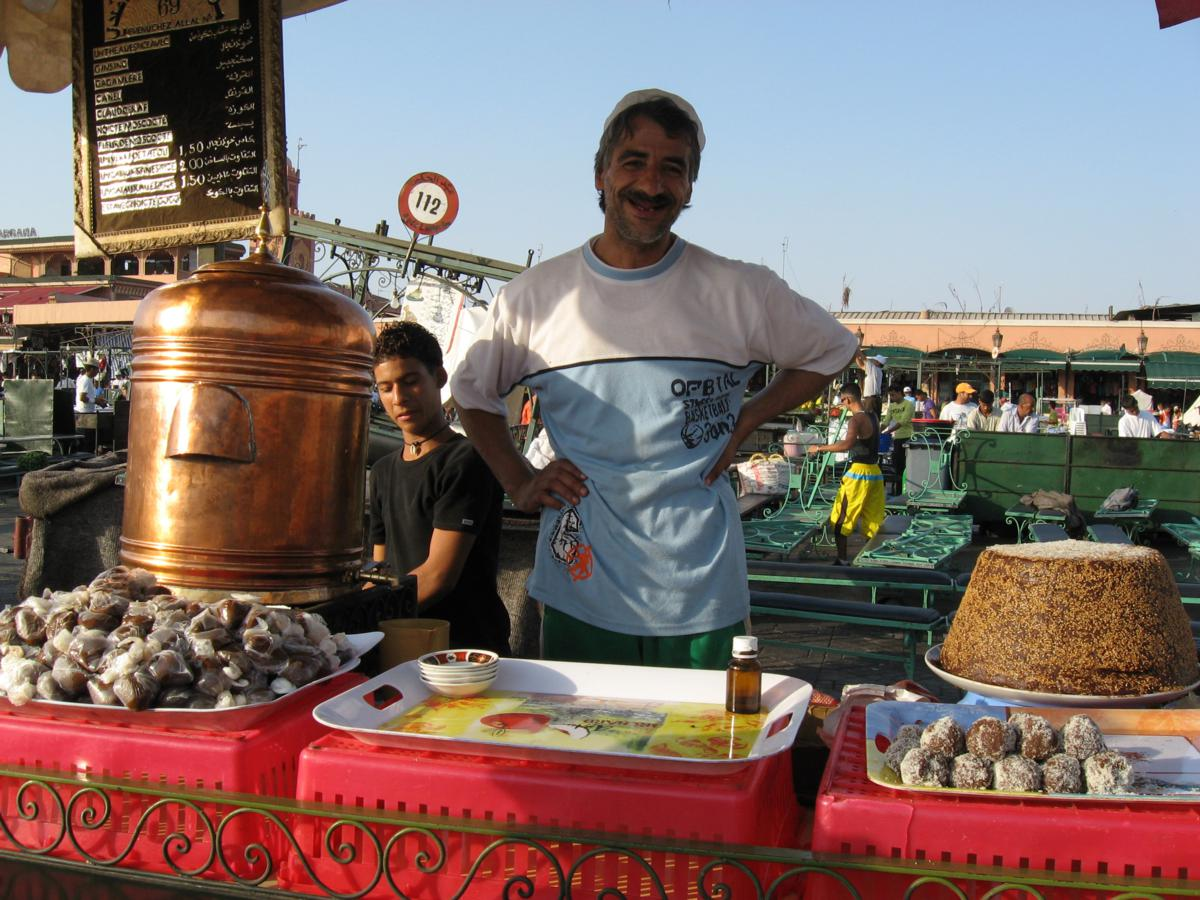
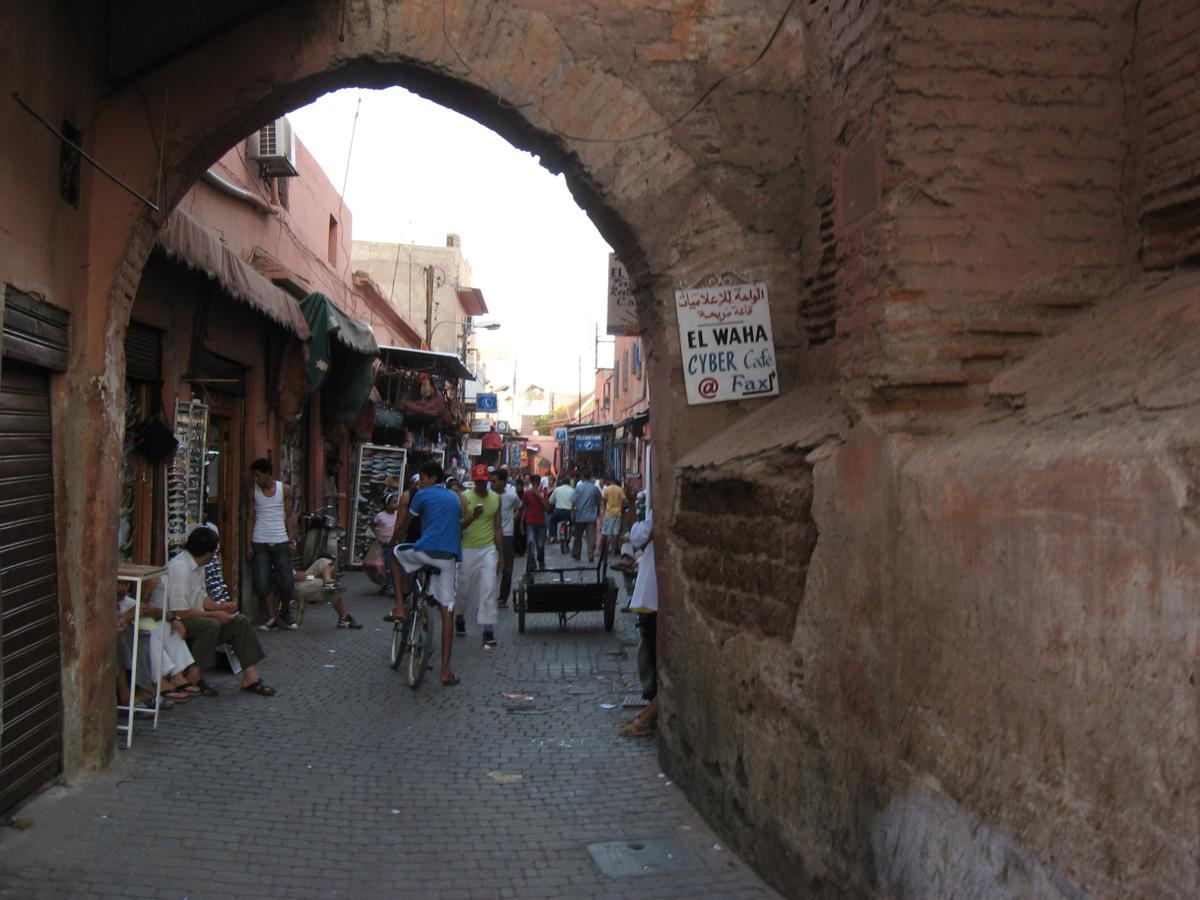
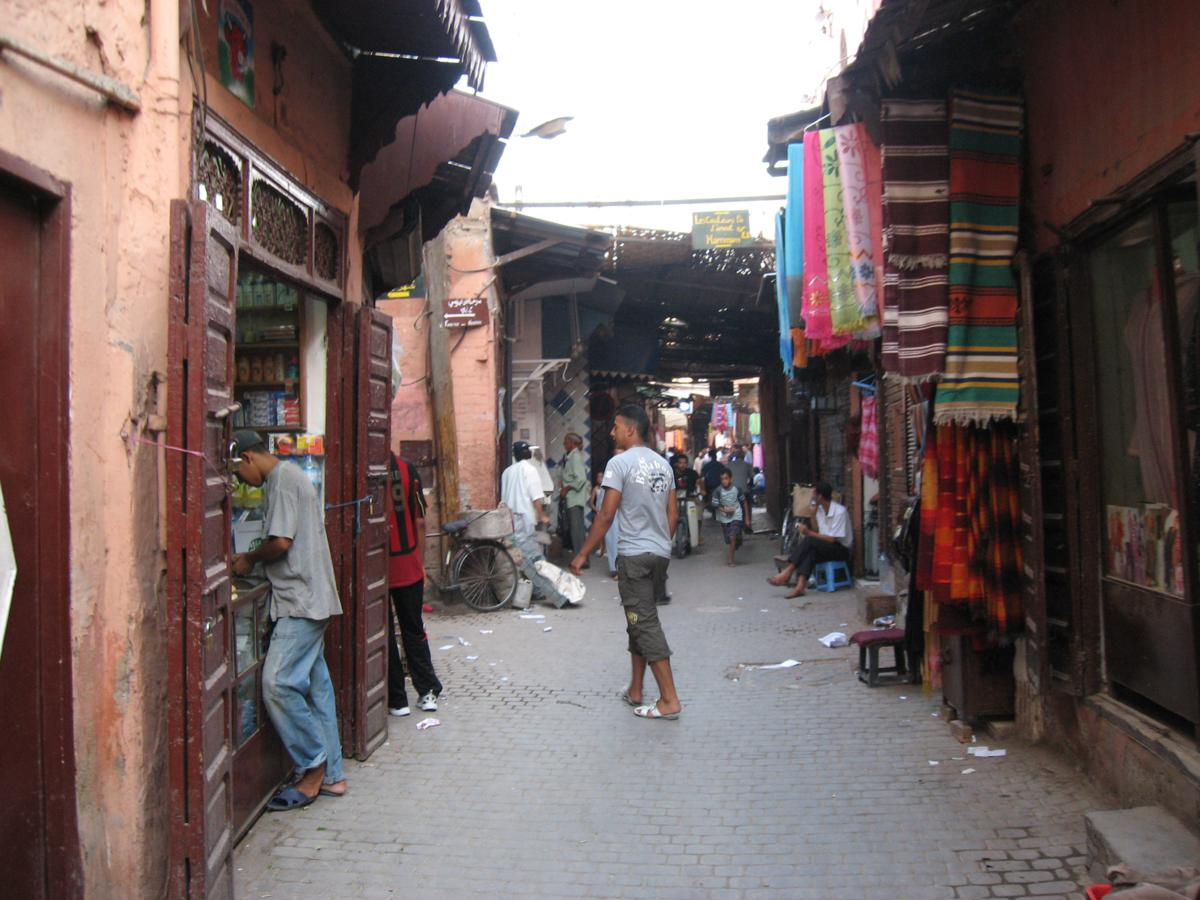
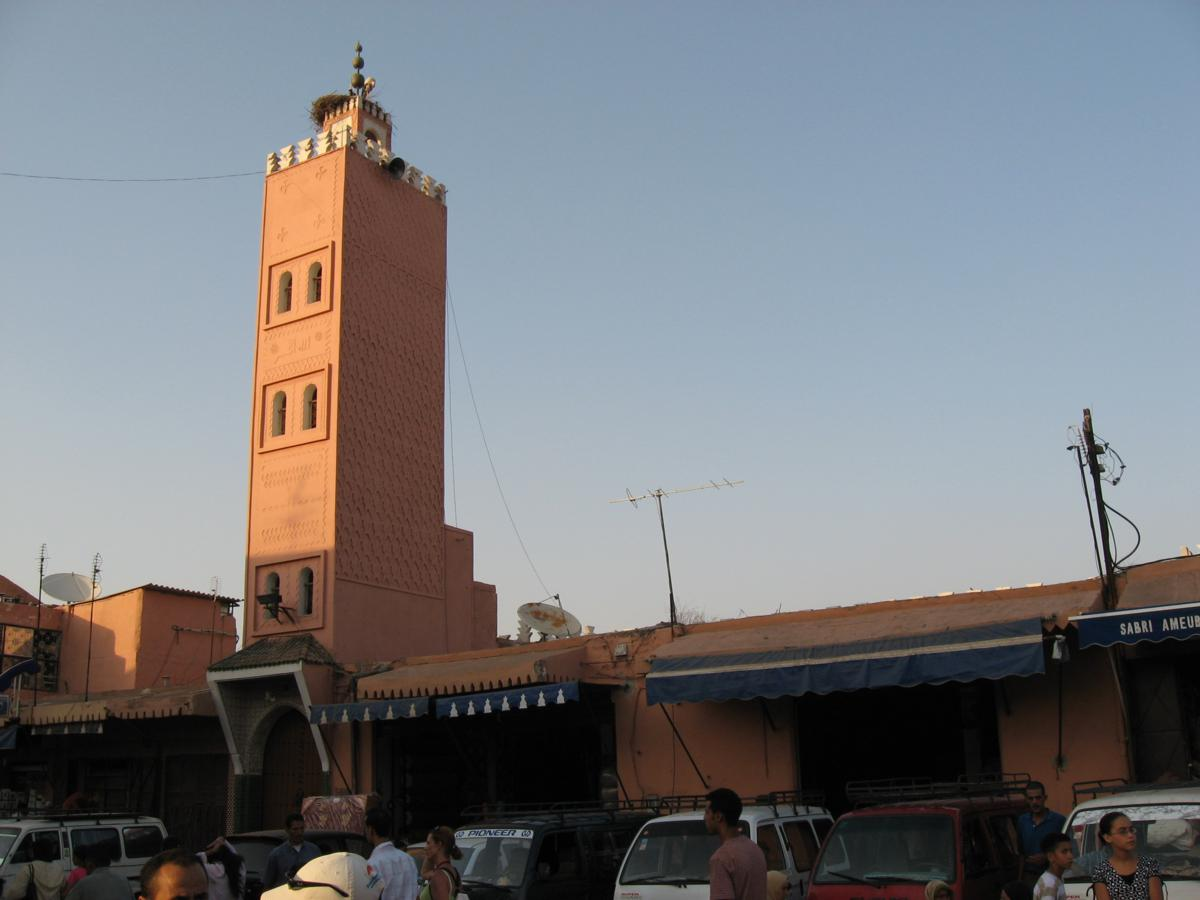
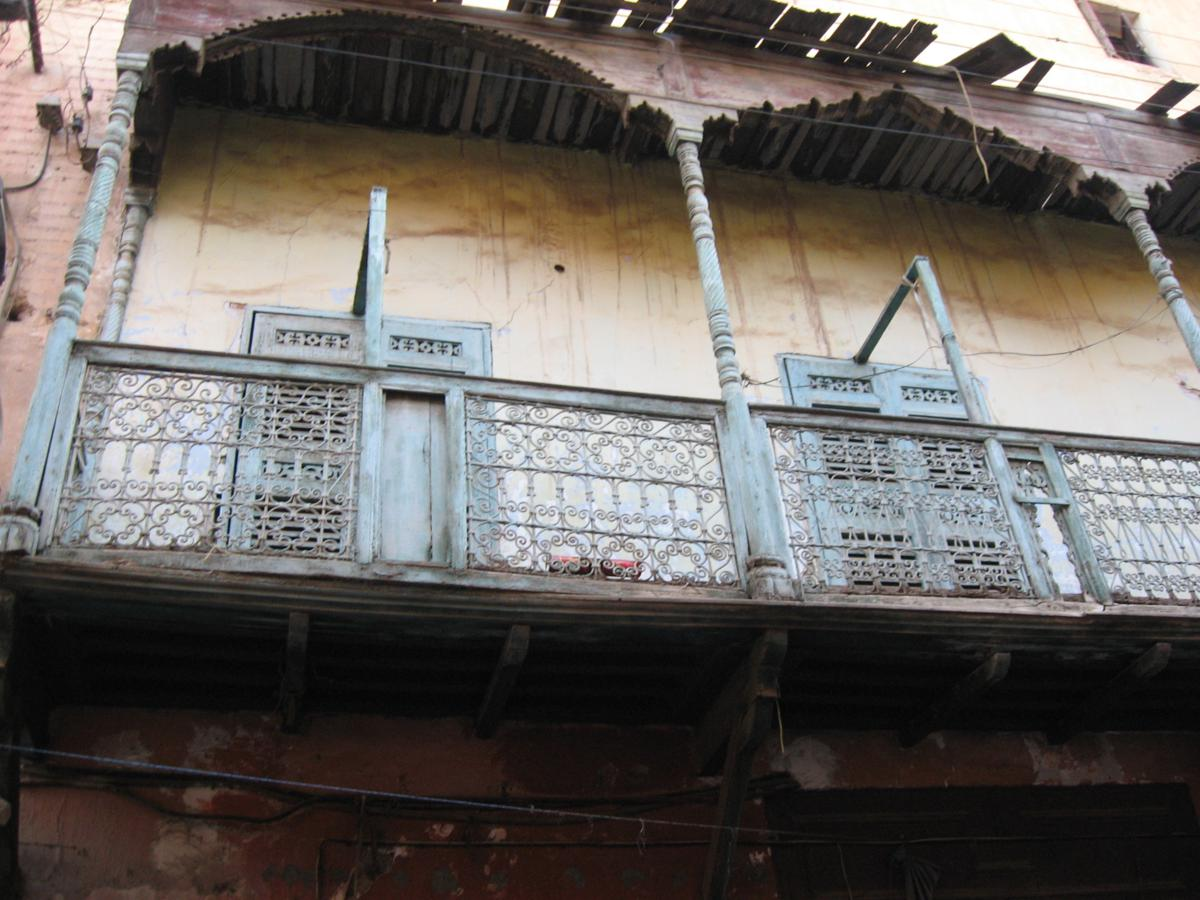
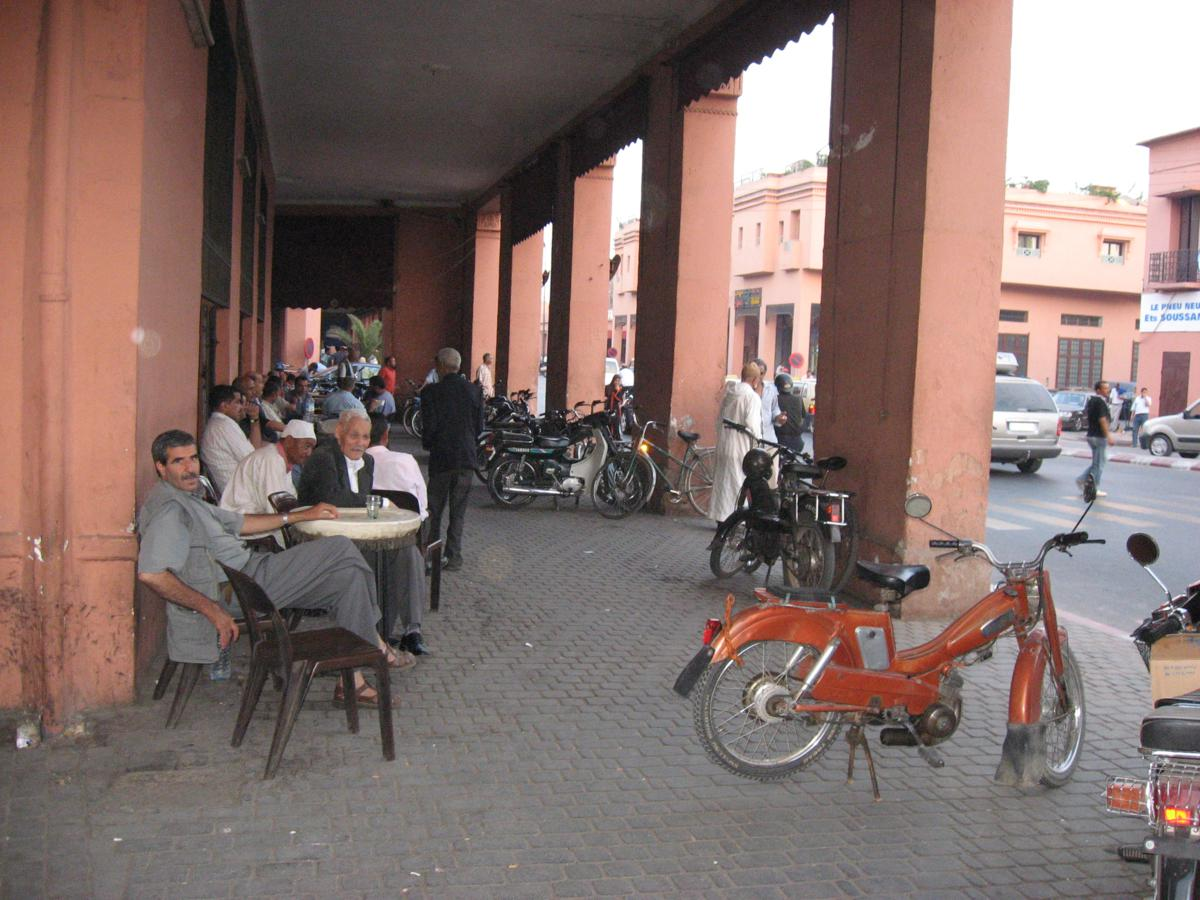
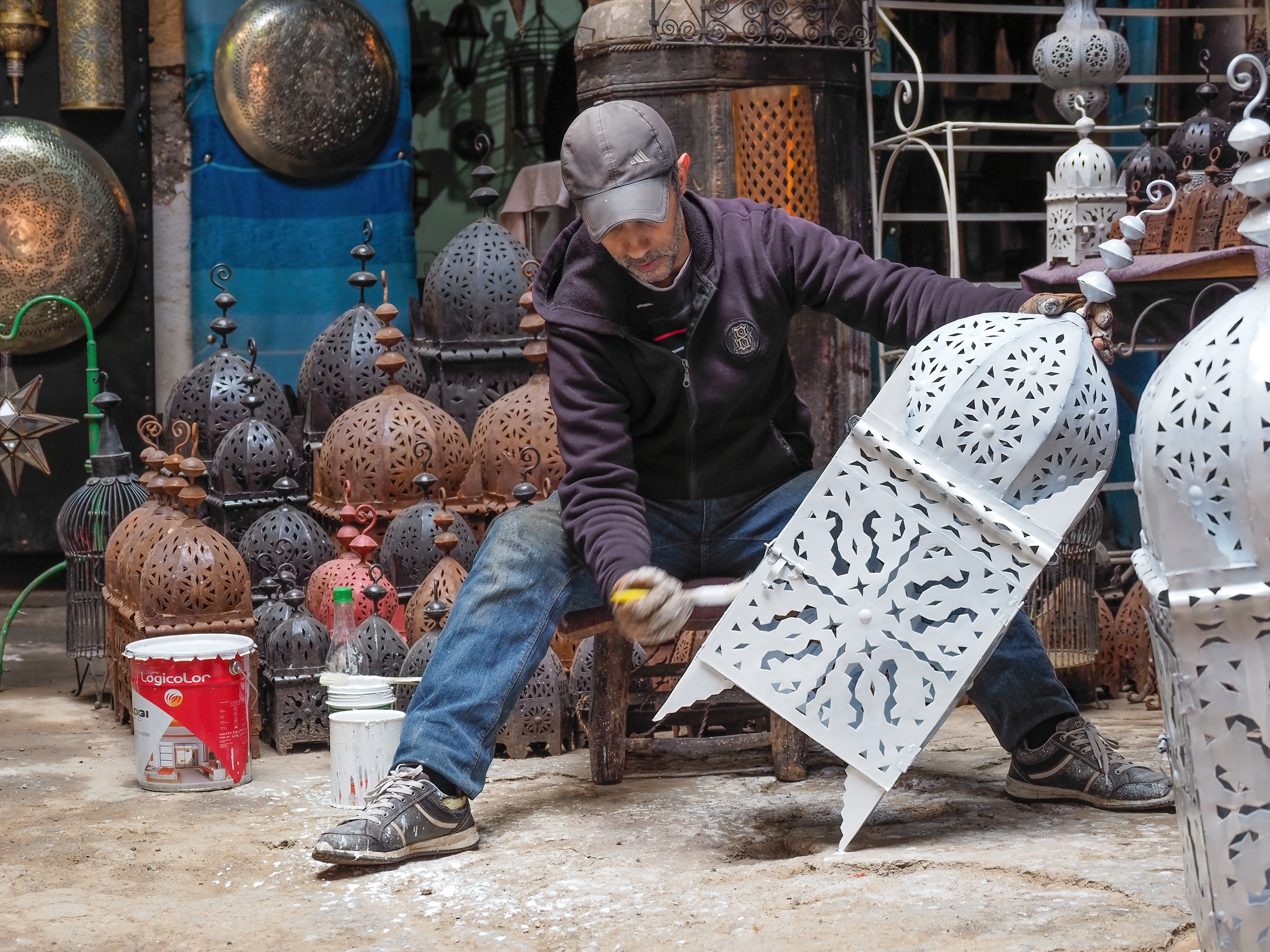
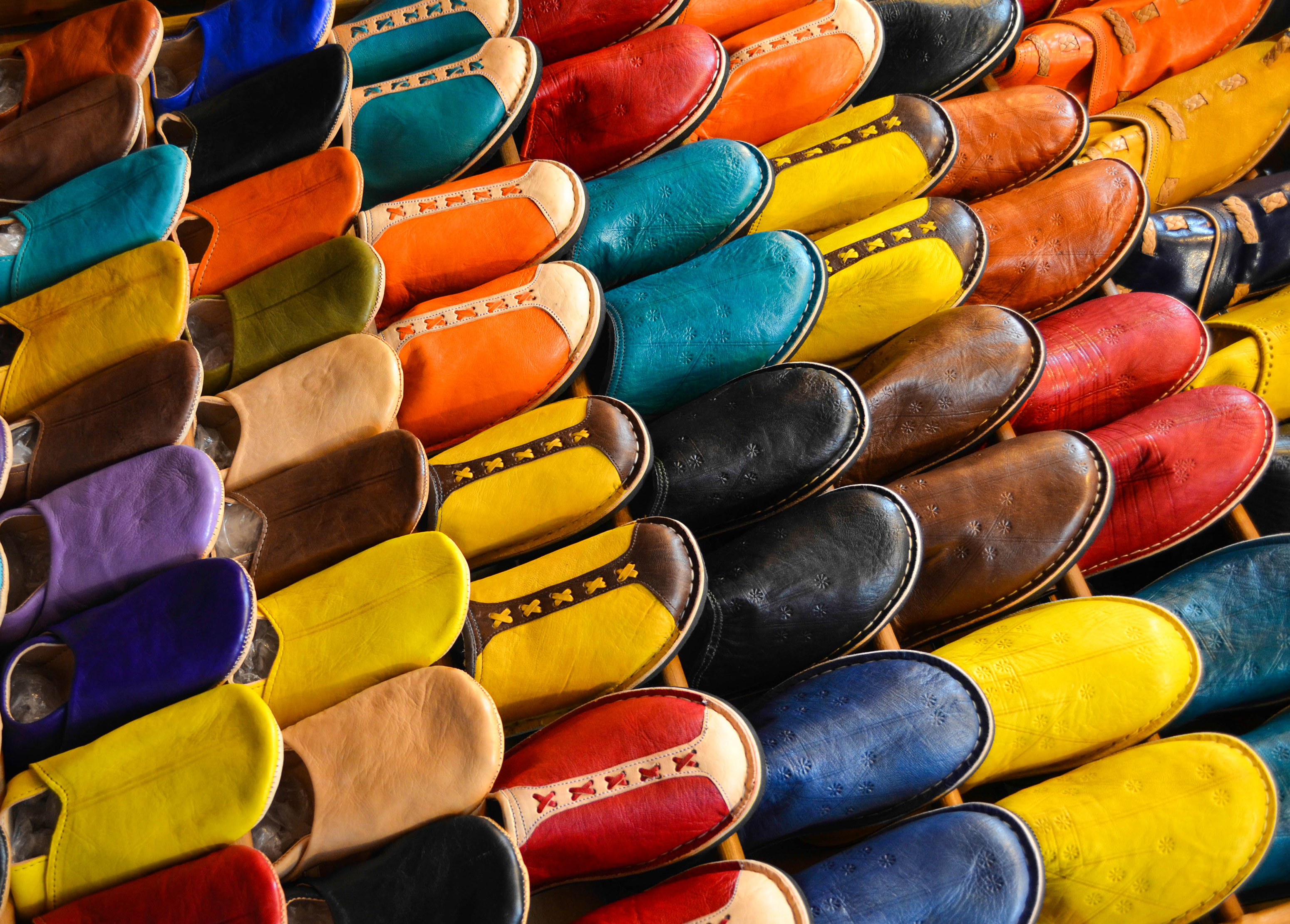